# Park Pod Kotnovem
Park Pod Kontovem je jedním z parků v Táboře, v centru města. Byly vybudovány na místě zrušeného městského hřbitova u kostela svatého Jakuba a Filipa.

## Historie

### Městský hřbitov
První hřbitov vznikl pod hradem Kotnov ve 14. století, okolo původně gotického kostela svatého Jakuba a Filipa, který sloužil jako hřbitovní kaple. Jedná se o nejstarší sakrální stavbu v Táboře. Byla pobořena za husitských válek, později byla však obnovena. V roce 1744 byla kaple vypálena pruskými vojsky, roku 1746 byla barokně přestavěna na kostel. Poté, co se v rostoucím městě přestalo pohřbívat u kostelů v centru města, sloužilo pohřebiště jako hlavní městský hřbitov. Židé z Tábora a okolí byli pohřbíváni na přilehlém městském židovském hřbitově.
Roku 1921 jej ve funkci hlavního městského pohřebiště nahradil nový městský hřbitov vybavený krematoriem.
Pohřbívání zde bylo ukončeno ve 2. polovině 20. století, v letech 1969 až 1973 byl hřbitov asanován.

### Park
V roce 1973 kostel s parkem získalo město Tábor. Mezi lety 1973 a 1990 byl rekonstruován do dnešní podoby. Od roku 1997 město Tábor pronajímá kostel starokatolické církvi.

## Osobnosti pohřbené na tomto hřbitově
- Josef Němec (1805–1879) – úředník a voják, manžel Boženy Němcové
- Václav Křížek (1833–1881) – pedagog

- Josef Vlastimil Kamarýt (1797–1833) – básník a duchovní

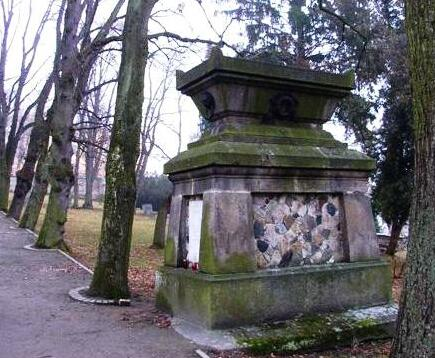
Kenotaf J. V Kamarýta, z roku 1867
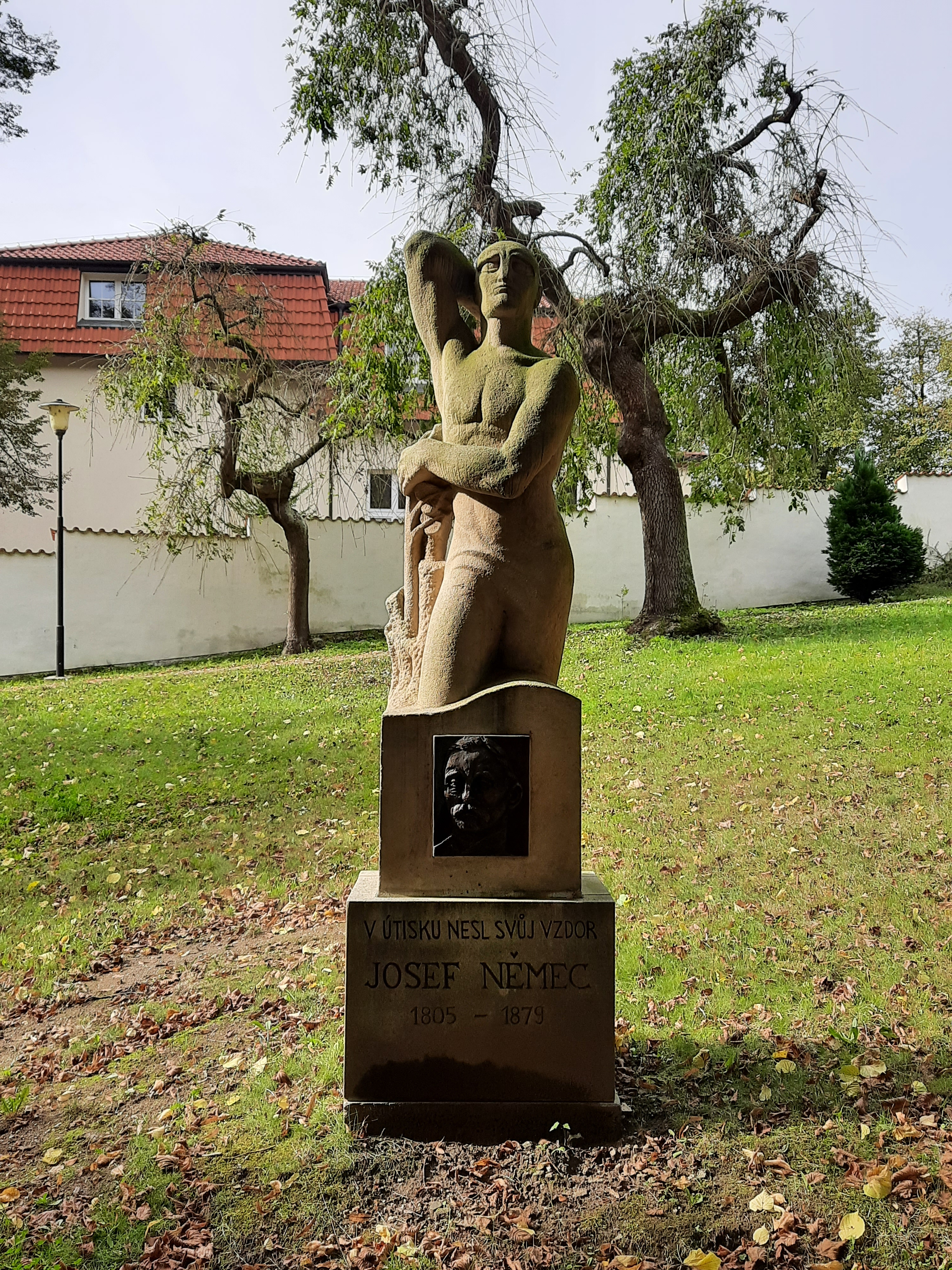
Kenotaf Josefa Němce,  z roku 1933